# Sphenacodontoidea
Sphenacodontoidea — клада, яка включає останнього спільного предка Sphenacodontidae і Therapsida та їхніх нащадків (включаючи ссавців). Сфенакодонтоїди характеризуються рядом синапоморфій щодо пропорцій кісток черепа та зубів. Сфенакодонтоїди еволюціонували від більш ранніх сфенакодонтів, таких як Haptodus, через ряд перехідних стадій малих, неспеціалізованих пелікозаврів.

## Класифікація
Наступна таксономія відповідає Fröbisch et al. (2011) та Бенсон (2012):
Class Synapsida
- Sphenacodontoidea
  - Family †Sphenacodontidae
  - Therapsida